# Erfurter Straße (Weimar)

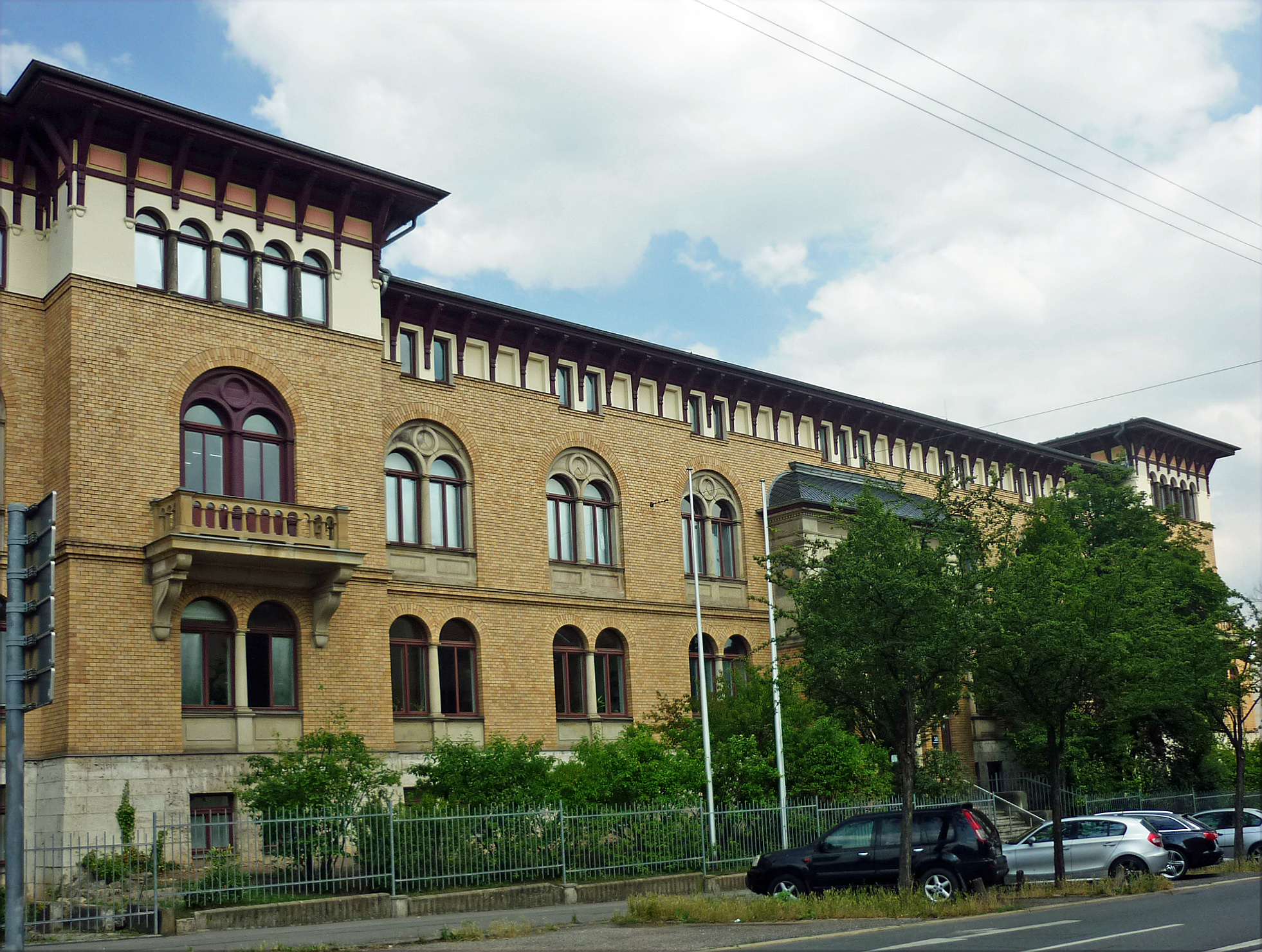
Gebäude der Thüringischen Landesversicherungsanstalt

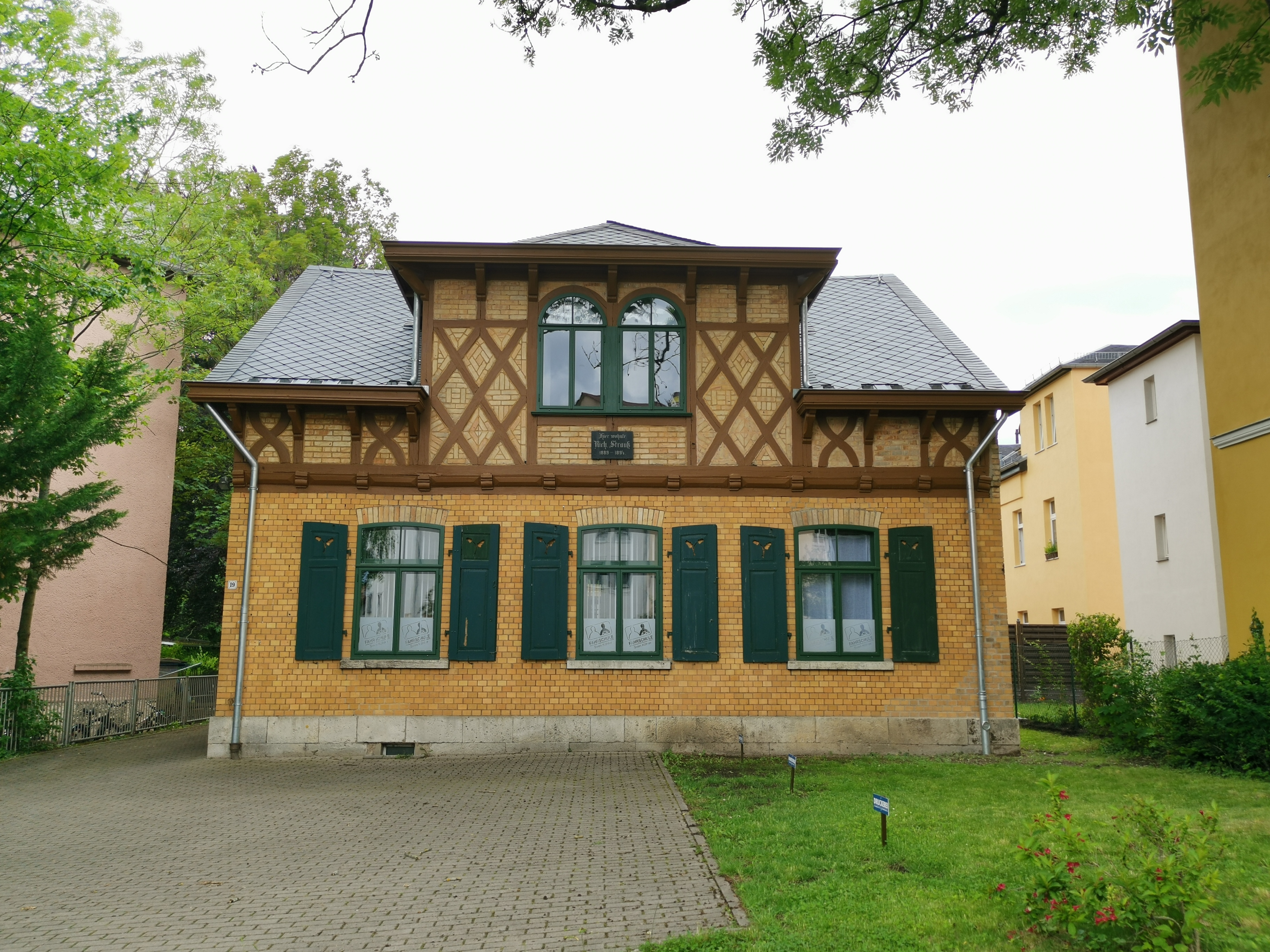
Erfurter Straße 19a

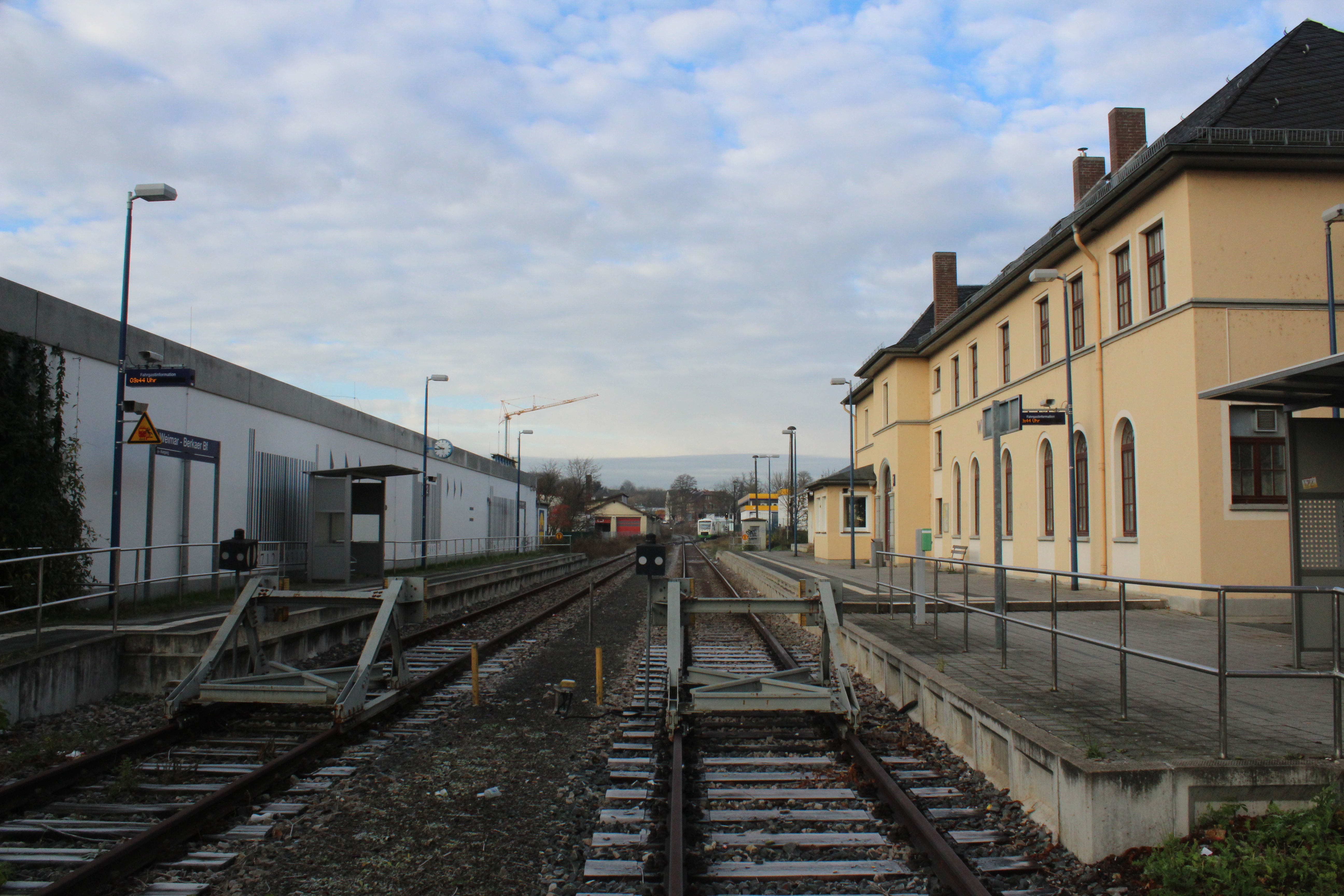
Berkaer Bahnhof und Bahngleise

Die am Sophienstiftsplatz beginnende Erfurter Straße wurde um 1820 angelegt und stellt eine der wichtigsten Verbindungen aus dem Westen zur Weimarer Altstadt dar. Zugleich ist sie Teil der Bundesstraße 7.

## Lage und verkehrstechnische Bedeutung
Als Fortsetzung der Heinrich-Heine-Straße beginnt die Erfurter Straße in der Westvorstadt und nimmt die Ringstraße Trierer Straße sowie die Schwanseestraße auf. Damit leitet sie über die von ihr ausgehende Fuldaer Straße den Verkehr in nördliche Richtung über die Ernst-Thälmann-Straße, der wiederum oberhalb der Schopenhauerstraße von der Ettersburger Straße aufgenommen wird.

## Geschichte und Architektur
Das wohl älteste erhaltene Gebäude der Straße ist das in den Jahren 1822 bis 1824 nach dem Entwurf von Clemens Wenzeslaus Coudray errichtete Torhaus an der Erfurter Straße im klassizistischen Stil. Wie auch das Haus in der Erfurter Straße 38, der Thüringischen Landesversicherungsanstalt aus dem Jahre 1892/93 von Bruno Eelbo, steht es auf der Liste der Kulturdenkmale in Weimar (Einzeldenkmale). Auch ein Hinterhaus in der Erfurter Straße 19 ist als Fachwerkbau mit Ziegelsteinen in besagter Liste aufgeführt. Die daran angebrachte Gedenktafel weist dieses als Wohnhaus von Richard Strauss aus.
Eine wichtige verkehrstechnische Einrichtung ist der 1887 eröffnete Berkaer Bahnhof, ein Haltepunkt der Bahnstrecke Weimar–Kranichfeld, der seine heutige Gestalt 1925 erhielt. Im Jahr 1926 baute der Weimarer Stadtbaurat August Lehrmann die vormalige Kraftfahrzeugfabrik Dittmann in der Ecke Erfurter Straße/Mozartstraße zum Feuerwehrdepot um. Bemerkenswert sind auch die Villen und Wohnhäuser im Stile des Historismus und des Jugendstils.
Die Erfurter Straße verläuft auch durch den Ortsteil Tröbsdorf. Dort befand sich die Hinrichtungsstätte Galgenberg, wo die letzte Hinrichtung am  29. November 1833 stattfand. Diese wurde an Johann Friedrich Adam Elschner wegen Raubmordes vollzogen; danach wurde die Hinrichtungsstätte abgebrochen.